# Rose Chelimo
Rose Chelimo, född 12 juli 1989 i Kenya, är en friidrottare som sedan 2015 representerar Bahrain.
Chelimo blev världsmästare i maraton i London 2017. Chelimo tog silver i maraton på Världsmästerskapen i friidrott 2019.